# Gruzja na Letnich Igrzyskach Olimpijskich Młodzieży 2010
Gruzję na Letnich Igrzyskach Olimpijskich Młodzieży w Singapurze w 2010 reprezentowało 5 sportowców w 3 dyscyplinach.

## Skład kadry

### Judo
- Sopio Beridze
- Beka Tuguszi

### Pływanie
- Giorgi Mtwralaszwili

### Zapasy
- Irakli Mosidze - kategoria 63 kg  brązowy medal
- Geno Petriaszwili